# Vallabrix
Vallabrix là một xã thuộc tỉnh Gard trong vùng Occitanie miền nam nước Pháp.